# Приморське (Сергіївська селищна громада)
Примо́рське (1945 — Будак) — село Сергіївської селищної громади Білгород-Дністровського району Одеської області в Україні. Населення становить 1060 осіб.

## Історія
Стара назва села походить від тур. Bucak, що означає "кут", "закуток". Село розташоване на березі Будацького лиману, назва якого походить від назви села.
Станом на 1886 рік у селі, центрі Будацької волості Аккерманського повіту Бессарабської губернії, мешкало 276 осіб, існували православна церква, паровий млин, лавка, купальня та ресторан.
У середині XX ст. до села було приєднане с. Нове Поле (до 14.11.1945 Нейфельд).

## Населення
Згідно з переписом 1989 року населення села становило 1403 особи, з яких 655 чоловіків та 748 жінок.
За переписом населення 2001 року в селі мешкала 1031 особа.

### Мова
Розподіл населення за рідною мовою за даними перепису 2001 року:
| Мова       | Відсоток |
| ---------- | -------- |
| українська | 88,77 %  |
| російська  | 9,72 %   |
| молдовська | 0,85 %   |
| болгарська | 0,47 %   |
| гагаузька  | 0,09 %   |

## Курортна діяльність
Територія Приморського переходить в територію села Курортне Приморської сільради і являє собою один суцільний населений пункт, розділений санаторієм «Приморський». Курортне, розміщене на стрілці Чорного моря і Шаболатського лиману, є центром курорту «Приморський». У селі Попаздра знаходиться дитячий санаторій «Далекий». Тут виявлено джерело сірководневої води, близької за своїми властивостями до Мацестинської.

## Транспорт
Автомобільний транспорт є основним транспортом в селі. Доїхати від Одеси до Приморського можна менш ніж за дві години, слідуючи через населений пункт Затока. Автобуси і маршрутні таксі різного сполучення (Одеса, Білгород-Дністровський, молдавський напрямок та ін.) ходять регулярно.

## Галерея
|                             |
| Сільська рада, банк, пошта. |

|                                      |
| с. Приморське. Вигляд із с. Попаздра |

|                         |
| Старий житловий будинок |

|                                        |
| Приватний будинок на вулиці Совєцькій. |

|                                      |
| Свято-Преображенський собор. Ракурс. |

|                                      |
| Свято-Преображенський собор. Ракурс. |

|                                        |
| Свято-Преображенський собор. Інтер’єр. |